# Rókacápafélék
A rókacápafélék (Alopiidae) a porcos halak (Chondrichthyes) osztályának heringcápa-alakúak (Lamniformes) rendjébe tartozó család. Az egyetlen Alopias nem tartozik a családba.

## Rendszerezés
A családba az alábbi nem és 3 faj tartozik:
- Alopias (Rafinesque, 1810) – 3 faj
  - Alopias pelagicus
  - Alopias superciliosus
  - rókacápa (Alopias vulpinus)